# Centropus burchellii
Il cucal di Burchell (Centropus burchellii Swainson, 1838) è un uccello della famiglia Cuculidae.

## Distribuzione e habitat
Questo uccello vive nell'Africa sudorientale e meridionale, dalla Tanzania e la Namibia al Sudafrica.

## Tassonomia
Centropus burchellii ha due sottospecie:
- Centropus burchellii fasciipygialis
- Centropus burchellii burchellii